# Baron Trent

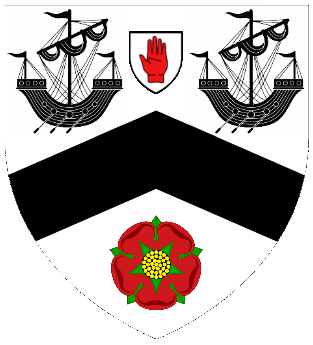
Wappen der Barons Trent

Baron Trent, of Nottingham in the County of Nottingham, war ein erblicher britischer Adelstitel in der Peerage of the United Kingdom.
Der Titel wurde am 18. März 1929 für den Unternehmer und Philanthropen Sir Jesse Boot, 1. Baronet, geschaffen. Diesem war bereits am 11. Januar 1917 in der Baronetage of the United Kingdom der dortan nachgeordnete Titel Baronet, of Wilford in the County of Nottingham, verliehen worden.
Beide Titel erloschen beim Tod seines Sohnes, des 2. Barons, am 8. März 1956.

## Liste der Barons Trent (1929)
- Jesse Boot, 1. Baron Trent (1850–1931)
- John Campbell Boot, 2. Baron Trent (1889–1956)